# Daniel Barry
Daniel T. Barry (ur. 30 grudnia 1953 w Norwalk) – amerykański naukowiec, inżynier i astronauta.

## Życiorys
W 1971 ukończył szkołę w Alexandrii, a w 1975 inżynierię elektryczną na Cornell University. W roku 1977 uzyskał dyplom, a w 1980 doktorat z inżynierii elektrycznej/nauk komputerowych na Uniwersytecie Princeton. W roku 1982 został doktorem medycyny na Uniwersytecie Miami. W 1985 został asystentem profesora na University of Michigan, 1985-1987 pracował w Marine Biological Laboratory w Woods Hole. Jego badania obejmowały głównie biologiczne przetwarzanie sygnałów, w tym teorię przetwarzania sygnałów, algorytmy i zastosowania do określonych układów biologicznych. Zastosowania obejmowały sygnały akustyczne wytwarzane przez kurczące się mięśnie szkieletowe, elektryczne sygnały z mięśnia i dźwięki serca. Pracował również nad projektem protetycznym. Uzyskał pięć patentów i opublikował ponad 50 artykułów w czasopismach naukowych, pracował również w dwóch naukowych kolegiach redakcyjnych.
31 marca 1992 został wybrany przez NASA jako kandydat na astronautę, od sierpnia 1992 przechodził roczne szkolenie w Centrum Lotów Kosmicznych imienia Lyndona B. Johnsona jako specjalista misji. Jego pierwszą misją była STS-72 od 11 do 20 stycznia 1996, trwająca 8 dni i 22 godziny. Po raz drugi lot kosmiczny odbywał w ramach misji STS-96 od 27 maja do 6 czerwca 1999, trwającej 9 dni, 19 godzin i 13 minut. Trzecią i ostatnią misją była STS-105 od 10 do 22 sierpnia 1999, trwająca 11 dni, 21 godzin i 12 minut. Podczas niej wykonał spacer kosmiczny trwający 7 godzin i 55 minut.

Łącznie spędził w kosmosie 30 dni, 14 godzin i 25 minut. Czterokrotnie wychodził w otwartą przestrzeń kosmiczną, spędzając tam łącznie 25 godzin i 53 minuty.
W kwietniu 2005 opuścił NASA. Mieszka w South Hadley.